# ROTR Spółdzielnia Mleczarska w Rypinie
ROTR Spółdzielnia Mleczarska w Rypinie – zakład produkcyjny w Rypinie działający w latach 1926–2018, założony przez Rypińskie Okręgowe Towarzystwo Rolnicze (ROTR).

## Historia
Zakład został otwarty 31 stycznia 1926 w dniu Zgromadzenia Założycielskiego Spółdzielczej Mleczarni Parowej „ROTR” w Rypinie.
Po wojnie przełomowym momentem dla „ROTR” Spółdzielni Mleczarskiej było przekazanie przez UNICEF w 1950 urządzeń do produkcji mleka w proszku. Zadecydowało to o profilu zakładu, który dzięki licznym modernizacjom i inwestycjom stale zwiększał swoje możliwości przerobu mleka.
W latach dziewięćdziesiątych nastąpił dalszy rozwój zakładu. Uruchomiono nową masłownię, trafostację, linię wyrobów UHT, oddano do użytku 2 magazyny wyrobów gotowych oraz przeprowadzono modernizację kotłowni. W roku 2000:
- w dniu 27 kwietnia „ROTR” Spółdzielnia Mleczarska uzyskała uprawnienia do eksportu mleka w proszku i mleka UHT „Delik” do krajów Unii Europejskiej,
- na targach „Polagra” Minister Rolnictwa i Rozwoju Wsi nadał znak „Polska Dobra Żywność” dla wyrobów UHT „Delik”: mleka 0,5%, 1,5%, 2,0%, 3,2%, śmietanki 12%, 18%, 36% oraz dla mleka w proszku odtłuszczonego,
- ponadto uzyskano certyfikat systemu jakości zgodny z normą ISO 9002, który zawiera analizę HACCP potwierdzoną przez BVQI.

W 2004 roku została oddana do użytku nowa hala produkcyjno-magazynowa z przeznaczeniem do produkcji serów. W kwietniu 2005 uruchomiono produkcję serów. W 2009 ROTR była 9 największą spółdzielnią mleczarską w Polsce. 5 października 2018 r. Sąd Rejonowy w Toruniu ogłosił upadłość ROTR.